# Loveridgacris
Loveridgacris is een geslacht van rechtvleugeligen uit de familie Pyrgomorphidae. De wetenschappelijke naam van dit geslacht is voor het eerst geldig gepubliceerd in 1954 door Rehn.

## Soorten
Het geslacht Loveridgacris  is monotypisch en omvat slechts de volgende soort:
- Loveridgacris impotens (Karsch, 1888)